# Nervia
De kunstenaarsgroep Nervia ontstond in 1928 tijdens een bijeenkomst van initiatiefnemers bij de Waalse schilder Louis Buisseret, die het jaar nadien directeur van de kunstacademie te Bergen zou worden. Die andere initiatiefnemers waren de Waalse schilder Anto Carte en de niet-schilder Léon Eeckman.  Door steun te verlenen aan jonge beloftevolle Henegouwse schilders, wilde zij de Waalse kunst, die in de schaduw stond van het Vlaamse expressionisme van Sint-Martens-Latem, opwaarderen.
De naam Nervia slaat enerzijds op de voor-Romeinse bewoners van de streek, de Nerviërs, en anderzijds is het de titelpagina van het kunsttijdschrift, waarbij Anto Carte redactielid was. 
De groep telde negen leden: Louis Buisseret, Anto Carte, Frans Depooter, Léon Devos, Léon Navez, Pierre Paulus, Rodolphe Strebelle, Taf Wallet en Jean Winance.
Nervia werd geen vernieuwersbeweging. Men keerde zich eerder af van de al te excessieve avant-gardebewegingen en opteerde voor een herwaardering van het classicisme met hooguit licht kubistische trekken.
Binnen een verloop van tien jaar werden een twintigtal tentoonstellingen georganiseerd. Onder de deelnemende niet-leden waren: Andrée Bosquet, Gustave Camus, Alphonse Darville, Elisabeth Ivanovsky, Geo Verbanck, Fernand Wéry en Ernest Wynants.
Aan de Nervia werd in 2002 een retrospectieve gewijd in het Musée des Beaux-Arts te Bergen.